# Năeni, Buzău
Năeni este satul de reședință al comunei cu același nume din județul Buzău, Muntenia, România. Se află în zona dealurilor Istriței, în vestul județului.

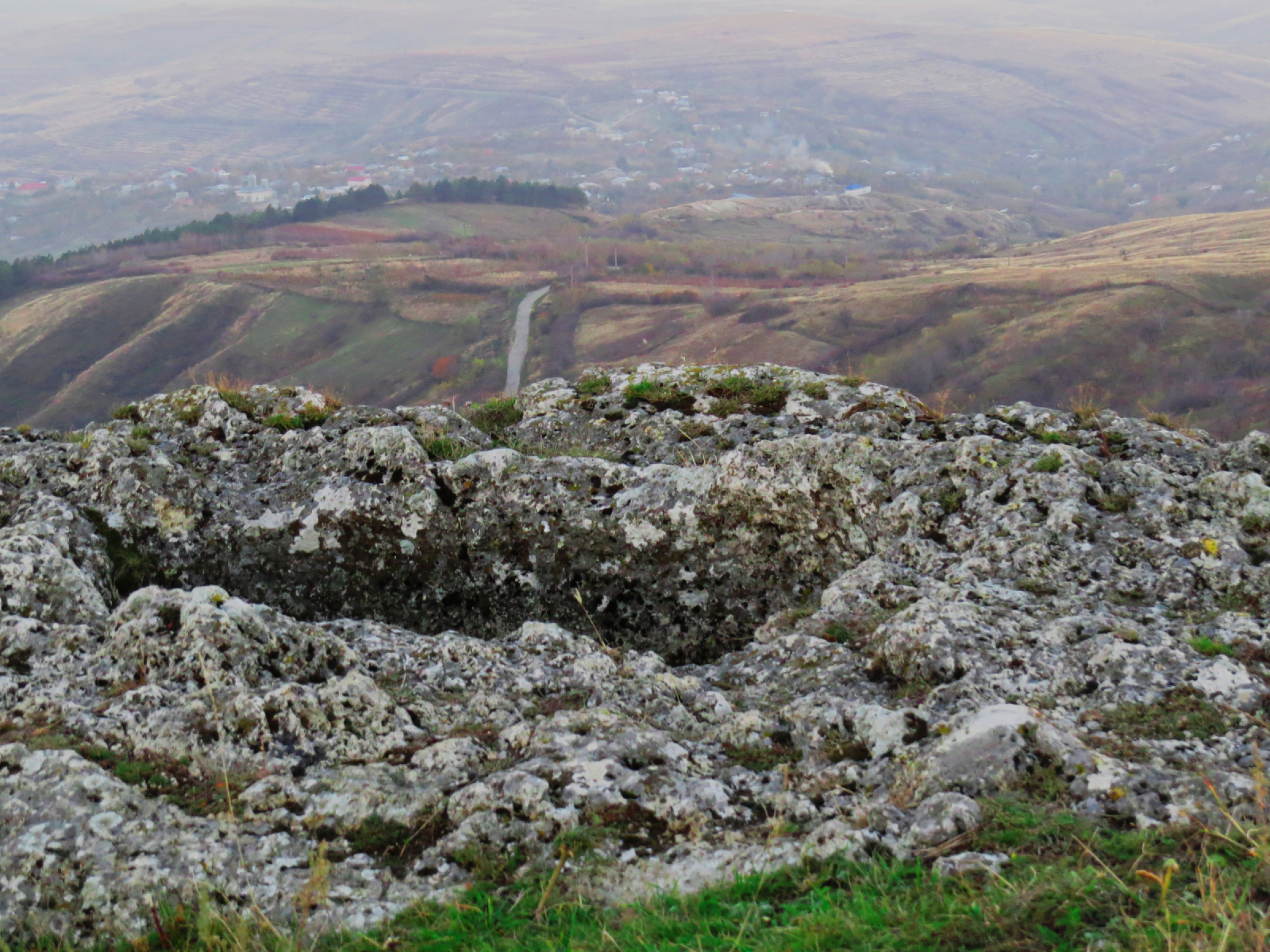
Necropolă tracică descoperită la Năeni. Cod monument BZ-I-s-B-02227

## Istorie
Năenii sunt menționați documentar în hrisovul domnitorului Constantin Brâncoveanu din 7 mai 1709 prin care întărea mănăstirii Slobozia stăpânirea a 33 de pogoane de vie în dealul Năianilor ot sud Saac.

## Personalități
- Constantin Burducea, ministru în guvernul Groza